# 凯默瑙
凯默瑙是德国莱茵兰-普法尔茨州的一个市镇。总面积3.76平方公里，总人口444人，其中男性211人，女性233人（2011年12月31日），人口密度118人/平方公里。